# Ludger Edelkötter
Ludger Edelkötter (* 26. Dezember 1940 in Bockum-Hövel; † 24. Mai 2022 in Darmstadt) war ein deutscher Liedermacher, Musikpädagoge und Verleger.

## Leben
Der zuletzt in Darmstadt lebende freischaffende Komponist und Musikpädagoge Ludger Edelkötter studierte zunächst die Instrumente Oboe und Flöte im Orchesterfach. Als Komponist Neuer Geistlicher Lieder wurde er durch zahlreiche Neuschöpfungen international bekannt. Mit dem Kanon Herr, gib uns Deinen Frieden (EG 436) fand Edelkötter Aufnahme in den überregionalen Teil des Evangelischen Gesangbuchs.
Nach mehrjähriger Zusammenarbeit mit Peter Janssens gründete Edelkötter seine eigene Musikgruppe „Impulse“, mit der er viele Jahre in der sich seit den 1960er Jahren neu entwickelnden „NGL-Szene“ des neuen geistlichen Kirchenliedes auftrat. Die Gruppe reiste mit Musicals wie Unterwegs in das Land der Verheißung (Text Alois Albrecht), Franz von Assisi (Text Wolfgang Poeplau) oder Liebe ist Pflicht (über Vinzenz von Paul, Text von Josef Reding) durch Deutschland, sang auf Kirchen- und Katholikentagen und prägte die musikalische Landschaft in der katholischen und evangelischen Kirche.
1985 komponierte Edelkötter das Musical Wagnis und Liebe über das Leben des Gründers der Schönstatt-Bewegung und Entwicklers der Kentenich-Pädagogik Pater Josef Kentenich. Dabei arbeitete er mit dem Texter Wilhelm Willms zusammen. Edelkötter war Mitglied der Textautoren- und Komponistengruppe TAKT.
Ludger Edelkötter entstammte einer Musikerfamilie. Sein Bruder Norbert Edelkötter (1937–2015) war Leiter der Musikschulen in Goslar und Hamm. Er hatte die Idee der mehrstufigen Orchesterschule, die vorbildhaft für zahlreiche Musikschulen in Deutschland war.
Seit 2014 war er Geschäftsführer der Kinder Musik Verlag GmbH (KiMu), über die seine Bücher vertrieben werden.

## Ehrungen
- 2014: Verdienstkreuz am Bande der Bundesrepublik Deutschland[2]

## Kompositionen
- Kleines Senfkorn Hoffnung (Text: Alois Albrecht)
- Worauf es ankommt, wenn er kommt („Jetzt ist die Zeit“; Text: Alois Albrecht)
- Kann denn das Brot so klein (Text: Wilhelm Willms)
- Weißt du, wo der Himmel ist (Text: Wilhelm Willms)
- Alle Knospen springen auf (Text: Wilhelm Willms)
- Geh mit uns auf unserm Weg (Text: Norbert Weidinger)
- Wenn der Geist sich regt (Text: Norbert Weidinger)
- Wenn einer alleine träumt (Text: Dom Hélder Câmara)
- Herr, gib uns deinen Frieden (Kanon, 1976)
- Wenn einer zu reden beginnt (Text: Raymund Weber)
- Halte zu mir, guter Gott (Text: Rolf Krenzer)
- Zeit für Ruhe, Zeit für Stille (Text: Gerd Krombusch)